# 零相電流
零相電流（ゼロそうでんりゅう、れいそうでんりゅう、英: Zero Phase Sequence Current）とは、多相式不平衡交流回路において、各線に同相で流れる電流のことである。

## 概要
多相式不平衡交流回路の電流は、各線の正相方向に流れる「正相電流」、逆相方向に流れる「逆相電流」、各線に共通して同相で流れる「零相電流」に分解して考えることができる。このうち、零相電流は平衡交流回路では存在しない（大きさが0である）ものであり、零相電流が流れている場合は各相のバランスが失われていることを意味する。

## 零相電流を利用した測定
漏れ電流測定
通常、クランプメーターで各線を一括して測定すると、指示値は0を表す。しかし、回路のどこかで漏電していた場合、零相電流が流れるので指示値は0以外の値になる。この現象を利用し、漏電の有無を調べることができる。これは、各地方の電気保安協会が各電力会社から委託される定期点検にも利用されている。
キュービクルでの利用
接地線を零相電流検出装置（ZCT）に通すことによって、漏電等が起きた時、即座に遮断器を解放できるようになっている。